# M&S Bank Arena
De M&S Bank Arena (sinds 7 januari 2019), voorheen de Echo Arena Liverpool en ook Liverpool Arena genoemd, is een sporthal en evenementencentrum bij het voormalige King's Dock in de Engelse stad Liverpool. De arena is onderdeel van de Arena and Convention Centre Liverpool. De opening van het sportcentrum vond plaats in januari 2008. Het gebouw is ontworpen door de Engelsman Wilkinson Eyre en gebouwd tussen 2005 en 2008.
Verschillende evenementen en sporttoernooien hebben plaatsgevonden in de Echo Arena. Zo was de hal in 2008 de thuishaven van MTV Europe Music Awards in 2008 en werden in 2009 het Europees kampioenschap badminton voor gemengde teams gehouden in de Echo Arena. Naast de tijdelijke evenementen is de hal ook de thuishaven van de Mersey Tigers, een basketbalploeg in de British Basketball League.

## Geschiedenis

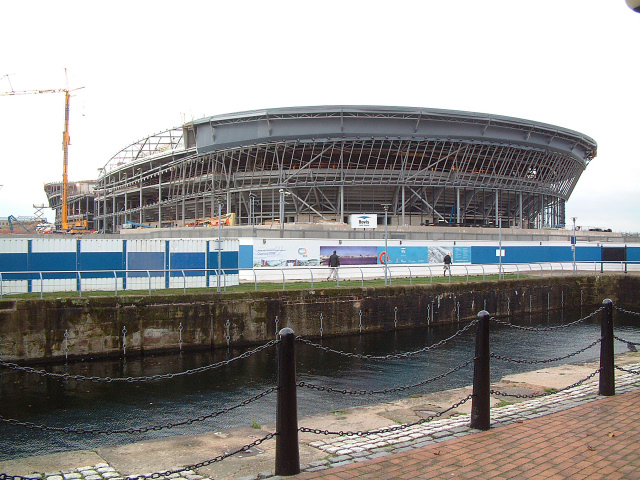
De Echo Arena in aanbouw in 2006

In 2005 werd bekendgemaakt dat bij het voormalige King's Dock het nieuw te bouwen ACC Liverpool zou komen. De gebouwen zouden worden ontworpen door Wilkinson Eyre in samenwerking met Buro Happold. De projectleider van de Arena werd Davis Langdon in naam van AECOM. De uiteindelijke bouw van de hal werd voltooid in januari 2008. Het gebouw werd nog in dezelfde maand officieel geopend, op 25 januari.

## Ontwerp
De Echo Arena is de op tien na grootste hal in het Verenigd Koninkrijk en is ontworpen door Wilkinson Eyre in samenwerking met Buro Happold. In totaal heeft het gebouw 7.500 vaste zitplaatsen aan drie zijden van het veld. Echter voor concerten is er ook ruimte in de zaal wat de totale capaciteit brengt op 12.000 bezoekers. Voor de teams en spelers zijn er zes losse kleedruimtes en ook nog vijf kleedkamers voor teams. Tevens zijn er verschillende persruimtes en kantoren in het complex aanwezig.
Het complex is een van de meest duurzame in Europa en is gebouwd op half de uitstoot van CO2 als gewoonlijk. Licht, elektriciteit en temperatuur wordt milieubesparend geregeld en voor het doorspoelen van het toilet wordt regenwater gebruikt. Tevens heeft het complex een eigen stroomvoorziening in enkele turbines aan de Mersey. 

## Evenementen

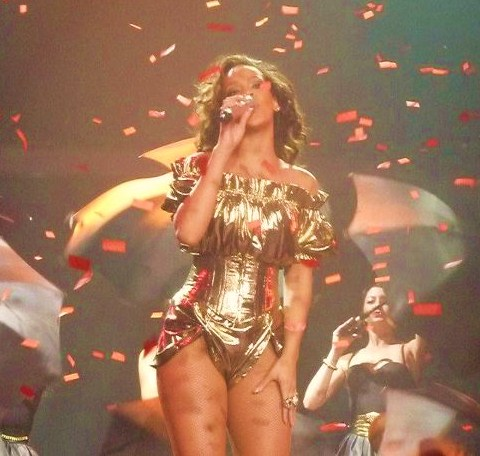
Rihanna in de Echo Arena tijdens haar Loud Tour

Het eerste grote evenement in de Echo Arena waren de MTV Europe Music Awards op 6 november 2008. In datzelfde jaar werden op 14 december ook de verkiezingen voor de BBC Sports Personality of the Year gehouden. In 2009 werd het eerste en tot nu toe enige grote sportevenement gehouden in de Arena. Dit was het Europees kampioenschap badminton voor gemengde teams, dat werd georganiseerd van 10 tot en met 15 februari. In 2010 werden de Music of Black Origin Awards gehouden in de Arena. Dit was de tweede keer dat deze prijzen buiten Londen werden uitgereikt. De Echo Arena werd ook de derde keer gebruikt: in 2012. In juni/juli 2011 en in mei 2012 was de Arena de thuishaven van de audities van de Britse X Factor.
Sinds de opening van de Echo Arena is deze thuishaven geweest van verschillende grote namen die een concert hebben gegeven in het complex. Grote artiesten die een optreden hebben gegeven in de Echo Arena zijn: Muse, Lady Gaga, Oasis, Nickelback, Queen + Paul Rodgers, Katy Perry, KISS, Rihanna, Justin Bieber en Beyoncé. Alleen de Britse band JLS is het gelukt om volledig uitverkocht te raken. Naast de individuele optredens is het complex ook sinds de opening de thuishaven van het jaarlijks terugkerende Liverpool Summer Pop Festival. In 2023 vond in de M&S Bank Arena het Eurovisiesongfestival plaats ondanks het feit dat het Verenigd Koninkrijk het voorgaande jaar het festival niet had gewonnen. Winnaar Oekraïne was door de aanhoudende oorlog met Rusland niet in staat om het festival in 2023 te organiseren. 